# Linjat
Linjat (en suédois : Linjerna), (signifiant en français : Les lignes) est une section du quartier de Kallio  à Helsinki, en Finlande.

## Description
Le nom de la zone vient de ses rues à sens unique, nommées par leur rang: Ensi linja (première ligne), Toinen linja (deuxième ligne), Kolmas linja (troisième ligne), Neljäs linja (quatrième ligne) et Viides linja (cinquième ligne).
Les limites de Linjat sont la rive Est de la baie de Töölönlähti (ouest), Helsinginkatu (nord), Kaarlenkatu et cinquième ligne, coupant le parc Karhupuisto en deux (est) et Hämeentie (de la cinquième ligne à la deuxième ligne), la deuxième ligne et Porthaninrinne (sud ).

## Galerie

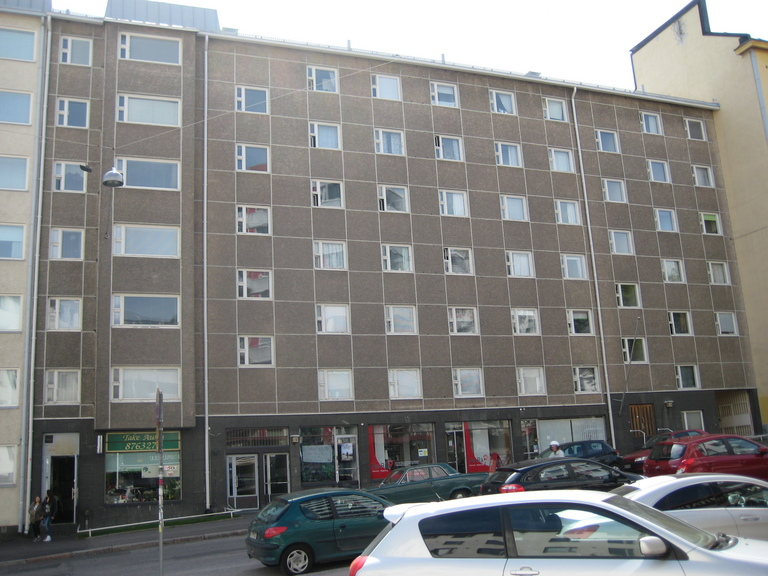
Troisième ligne 12.
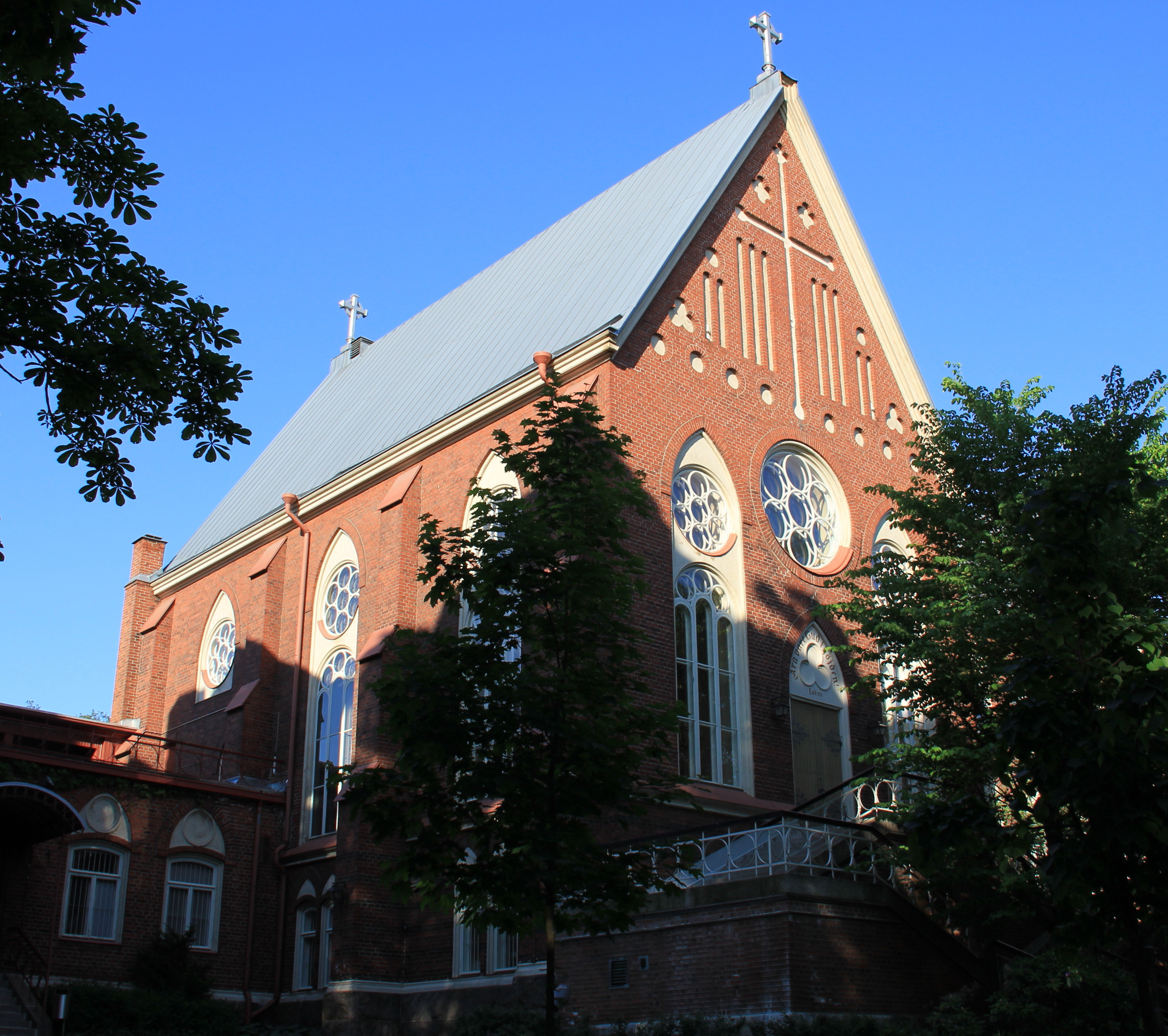
Église des Diaconesses.
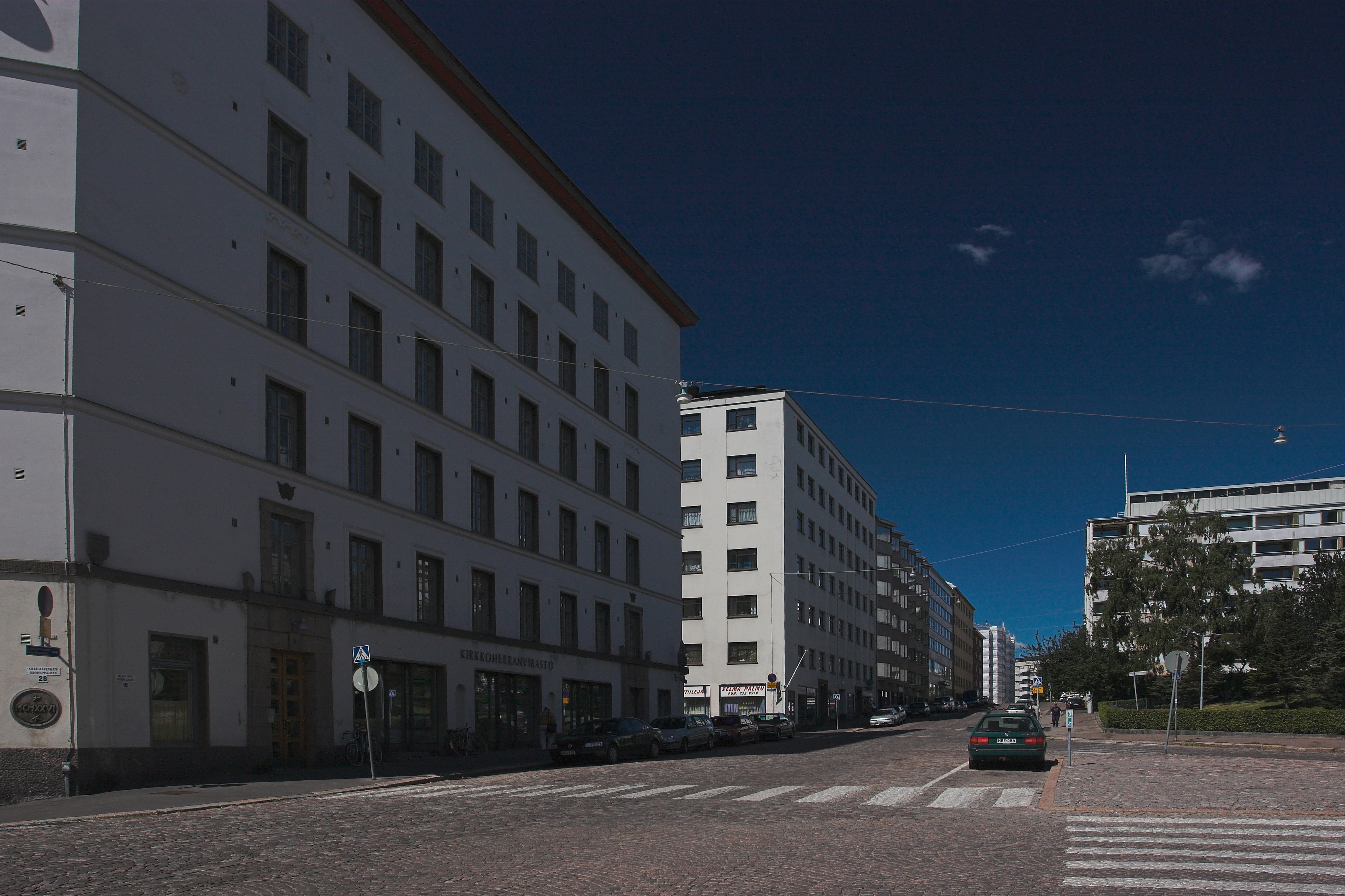
Quatrième ligne.
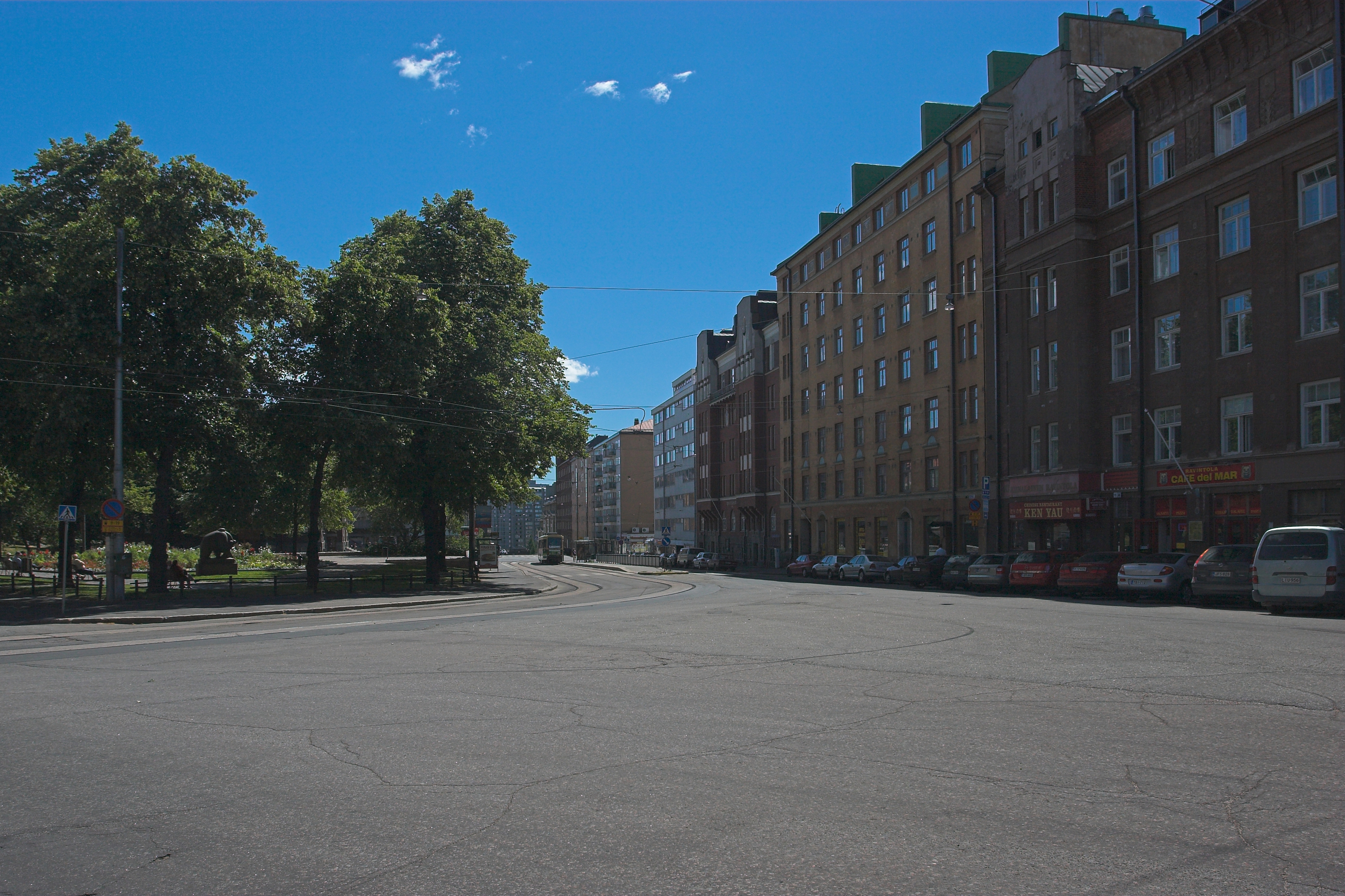
Cinquième ligne. Le parc de l'ours fait partie de  Torkkelinmäki.
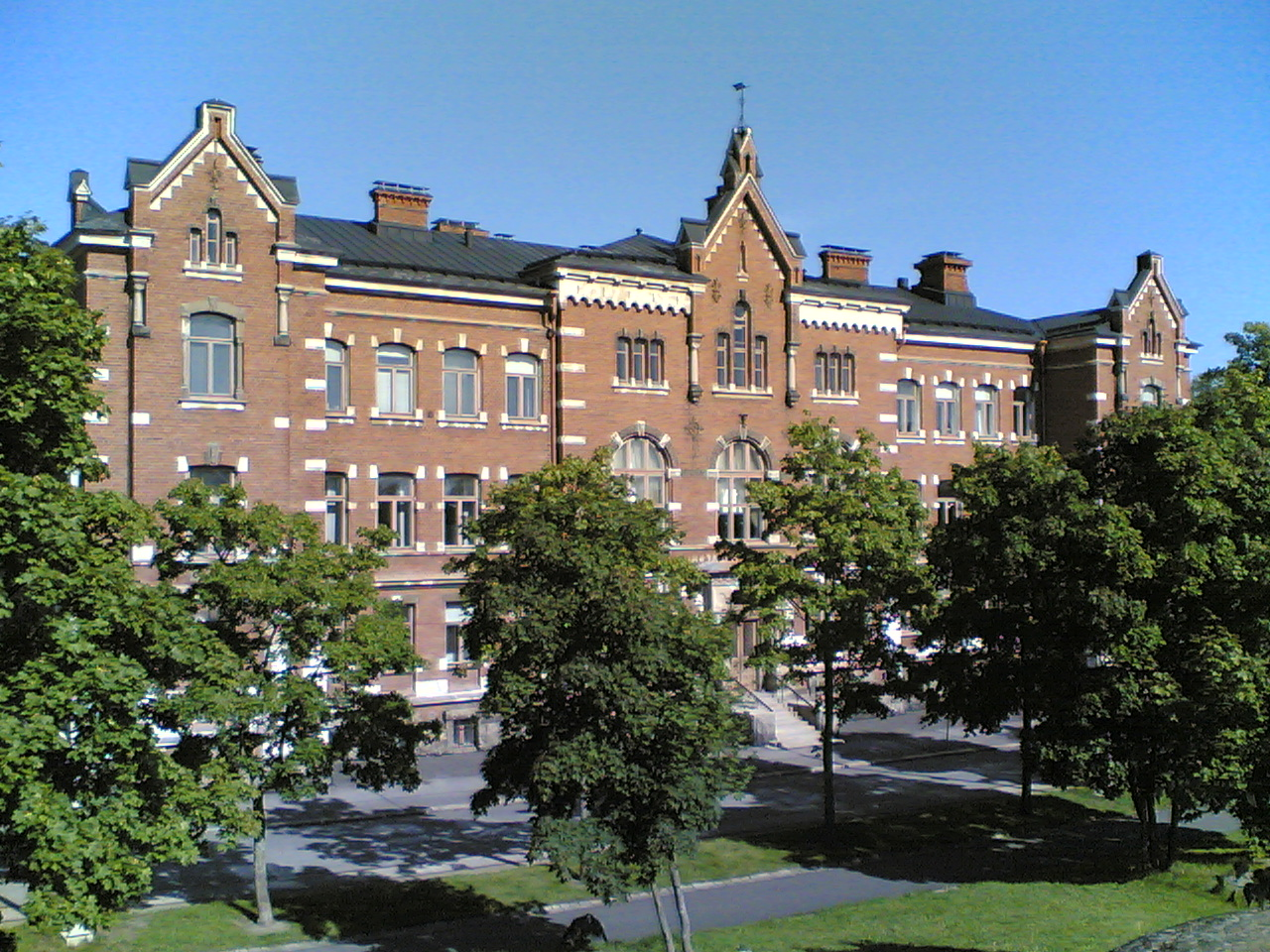
Ensi linja.
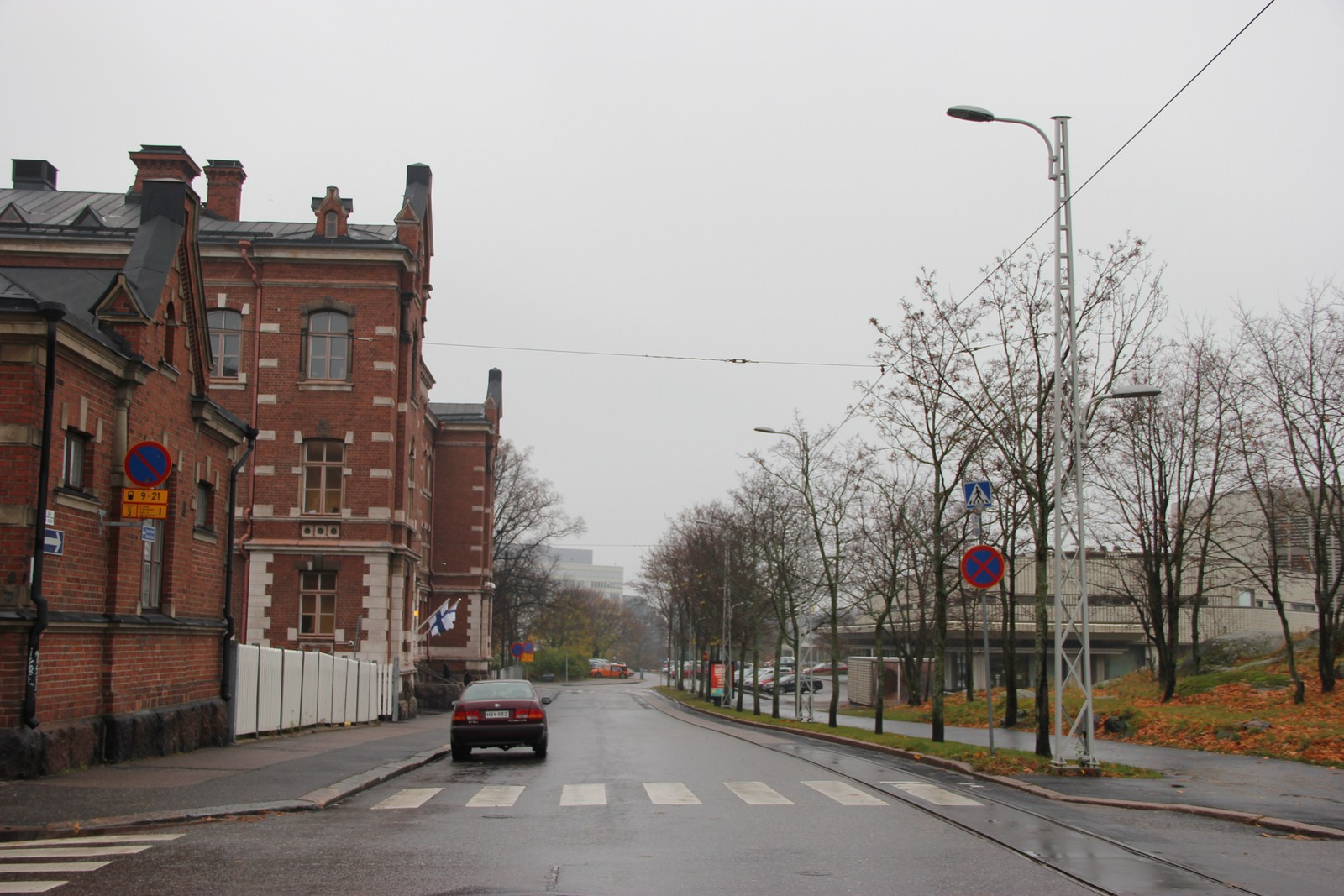
Ensi linja à droite le Théâtre municipal
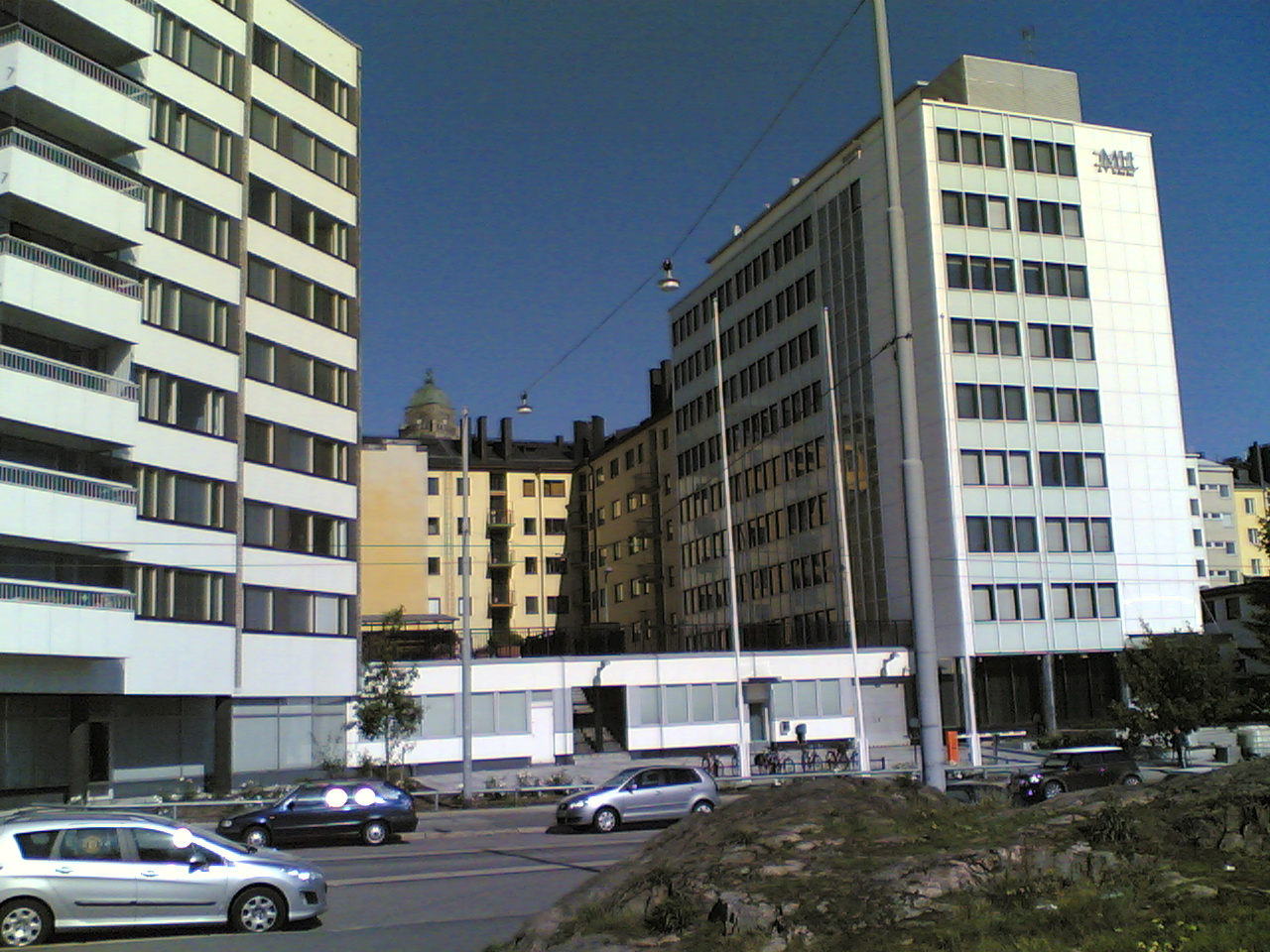
Deuxième ligne.